# آدم ريكس
آدم ريكس (بالإنجليزية: Adam Rex)‏ هو كاتب وكاتب للأطفال أمريكي، ولد في 16 مايو 1973 في دايتون في الولايات المتحدة.

## وصلات خارجية
- الموقع الرسمي
- آدم ريكس على موقع ميوزك برينز (الإنجليزية)